# Taiyōtō
El Partido del Sol (太陽党 Taiyōtō?) fue un partido político japonés que existió entre 1996 y 1998. Fue un partido liberal reformista que se oponía a la coalición liderada por el Partido Liberal Democrático.
El partido estaba compuesto por trece miembros de la Dieta que abandonaron el Partido de la Nueva Frontera en 1996. Fue dirigido por Tsutomu Hata, antiguo primer ministro de Japón. Otros miembros notables fueron Katsuya Okada, futuro líder del Partido Democrático de Japón. En enero de 1998 el partido se unió con otros pequeños partidos para conformar el Minseitō.
- Datos: Q39345